# ポケモンバトリオ
『ポケモンバトリオ』 (Pokémon Battrio) は、ポケットモンスターを題材としたアーケードゲーム。トレーディングカードアーケードゲーム方式だが、カードではなく、円盤状の「パック」と呼ばれるものを用いてプレイを行う。2012年5月の『ポケモンバトリオV』V05弾を以ってサービス終了した。

## 概要
ポケットモンスターシリーズ初のアーケードゲームである。ポケモンセンターをはじめ、GMSの玩具売場やトイザらス、主要なゲームセンター系列での展開となっている。
トレーディングカードアーケードゲームのように、ゲーム筐体に硬貨を投入すると、「パック」と呼ばれる直径4cm、厚さ1.4mmのプラスチック製のコインが1枚排出される。プレイヤーはこのパックによって、ポケモンをゲーム内に呼び出し、ポケモントレーナーとしてポケモン同士の対戦を行う。
プレーヤーのゲーム内の分身である「トレーナー」情報や対戦の記録、ゲーム内での冒険の進捗状況を保存する媒体として、「メモリーキー」がある。「メモリーキー」は、ほとんどの店舗がレジカウンターでの販売となっている。

## リリース
- 2007年7月14日 第1弾『ディアルガ・パルキア激突編』稼働開始
- 2007年10月19日 第2弾『ダークライ襲来編』稼働開始
- 2008年1月25日 第3弾『ミュウツーの挑戦編』稼働開始
- 2008年3月20日 『ポケモンバトリオ+』（- プラス）にバージョンアップ
- 2008年4月25日 第4弾『神秘なるミュウ編』稼働開始
- 2008年7月17日 『ポケモンバトリオS』（- スーパー）にバージョンアップ、第5弾『ギラティナ激震編』稼働開始
- 2008年10月16日 第6弾『シェイミとの出会い編』稼働開始
- 2008年12月18日 第7弾『デオキシス強襲編』稼働開始
- 2009年3月19日 第8弾『ジラーチの願い編』稼働開始
- 2009年5月21日 『ベストセレクション』稼働開始
- 2009年7月16日『ポケモンバトリオ0』（- ゼロ）にバージョンアップ、第9弾『アルセウス光臨編』稼働開始
- 2009年10月17日 第10弾『ホウオウ・ルギア飛翔編』稼働開始
- 2009年10月8日-11月12日 期間限定チャレンジバトル『ルギアチャレンジ』開始
- 2009年11月19日 第11弾『決戦!カイオーガ・グラードン編』稼働開始
- 2009年12月10日-2010年1月14日 期間限定チャレンジバトル『グラードンチャレンジ』開始
- 2010年1月21日 第12弾『空を裂くレックウザ編』稼働開始（一部データの不具合があり後に修正されている）
- 2010年2月12日-3月11日 期間限定チャレンジバトル『レックウザチャレンジ』開始
- 2010年3月18日 第13弾『神話への挑戦編』稼働開始
- 2010年4月16日-5月13日 期間限定チャレンジバトル『アルセウスチャレンジ』開始
- 2010年5月20日 第14弾『ミュウツー覚醒編』稼働開始
- 2010年6月3日-7月1日 期間限定エクストラバトル『ミュウ&ミュウツー』開始
- 2010年7月8日 第15弾『超決戦!伝説のポケモン編』稼働開始
- 2010年7月29日-9月 期間限定エクストラバトル『カイオーガ・レックウザ・グラードン』開始
- 2010年9月30日 第16弾『終わりなき激戦編』稼働開始
- 2010年11月11日-12月16日 期間限定エクストラバトル『ディアルガ（リーダー）・ギラティナ・パルキア』開始
- 2010年12月 第17弾『伝説&幻のポケモン大集合!炸裂ダブルわざ編』稼働開始
- 2011年3月 第18弾『伝説&幻のポケモン大集合!変幻フォルムチェンジ編』稼働開始
- 2011年7月 『ポケモンバトリオV』（- ブイ）にバージョンアップ、V01弾『黒き雷・白き炎』稼働開始
- 2011年9月 V02弾『灼熱の羽・極寒の牙』稼働開始[1]
- 2011年12月15日 V03弾『猛き疾風・轟く迅雷』稼働開始
- 2012年3月8日 V04弾『集いし聖なる剣』稼働開始
- 2012年5月17日 V05弾『伝説&幻 輝ける勝利』稼働開始

## ゲームプレイ
プレイヤーはパック裏面に印刷されたコードを筐体のセンサに読み取らせることで、パック表面に描かれたポケモンをゲーム内のバトルフィールドにエントリーし、ポケモンバトルを行う。プレイヤーはパックを筐体上に3枚並べ、ゲーム内の3体のポケモンを操作する。
対戦形式はターン制で、交互に相手に攻撃を行う。戦闘の際は、攻撃側、防御側が各々1体のポケモンを自軍の3体の中から選び、それぞれに設定された攻撃力、防御力などからダメージの判定を行う。戦闘のたびに、相手のポケモンのHPの合計値から与えたダメージ分の数値を減少させていき、先に相手のHPを0にした方が勝利となる。
対戦終了後、エントリーしたポケモンのタイプごとに経験値を獲得する。経験値は「メモリーキー」に記録することができ、一定の値に達するとレベルアップし、対戦時に有利になる。

## ポケモンパック
バトリオをプレイするために使用する円形のチップ。内部に金属の円盤がありこれを筐体のセンサーに認識させることによりパックの動きを読み取る。また、裏面に『AQインタラクティブコード』という5×6の組み合わせの微小の点描コードがありこれをスキャンしている。
パックは色によって強さとレアリティが異なる。紫色のマスターパック、黄色のハイパーパック、青色のスーパーパック、赤色のノーマルパックの順にレアリティおよび性能が高い。またそれ以外の色の特殊なパックも存在する。
バトリオVではパックのデザインが一新され、レアリティはシングルレア（☆）、ダブルレア（☆☆）、トリプルレア（☆☆☆）という形に変更された。
またV03弾では、トリプルレアよりさらに上のレアリティであるフォースレア（☆☆☆☆）が追加され、さらに、V04弾では、フォースレアよりさらに上のレアリティであるＶレア　（☆☆☆☆☆）が追加された。
プロモーションパック全1種類
ノーマル（1種）「ヒコザル（HP42）」
※ポケモンフェスタ2007「ポケモンパルシティ」抽選会の商品
第1弾『ディアルガ・パルキア激突編』全36種類
マスター（2種）、ハイパー（5種）、スーパー（8種）、ノーマル（21種）
第2弾『ダークライ襲来編』全42種類
マスター（3種）、ハイパー（6種）、スーパー（12種）、ノーマル（21種）
スペシャルパック全1種類
ノーマル（1種）「ヒコザル（HP42）」
※トイザらス「ポケモンDEビンゴ」キャンペーン（2007/11/22-12/20）3ライン賞品。「ポケモンパルシティ」抽選会の物とは絵柄が違う。
スペシャルパック全1種類
ノーマル（1種）「エーフィ（HP40）」
※次世代ワールドホビーフェア'08Winterでコロコロコミックや小学一年生・二年生に付いていた券で先着交
第3弾『ミュウツーの挑戦編』全48種類
マスター（2種）、ハイパー（6種）、スーパー（14種）、ノーマル（26種）
スペシャルパック全1種類
ノーマル（1種）「ナエトル（HP52）」
※2008年2月10日に全国のイトーヨーカ堂などで開催された「ナエトルデー」での3連勝賞品。
第4弾『神秘なるミュウ編』全48種類
マスター（2種）、ハイパー（10種）、スーパー（15種）、ノーマル（21種）
第5弾『ギラティナ激震編』全48種類
マスター（3種）、ハイパー（8種）、スーパー（14種）、ノーマル（23種）
第6弾『シェイミとの出会い編』全48種類
マスター（3種）、ハイパー（8種）、スーパー（14種）、ノーマル（23種）
第7弾『デオキシス強襲編』全48種類
マスター（3種）、ハイパー（8種）、スーパー（14種）、ノーマル（23種）
第8弾『ジラーチの願い編』

『ベストセレクション』
第1-4弾の復刻が中心。
第9弾『アルセウス光臨編』

第10弾『ホウオウ・ルギア飛翔編』

第11弾『決戦!カイオーガ・グラードン編』

第12弾『空を裂くレックウザ編』

第13弾『神話への挑戦編』

第14弾『ミュウツー覚醒編』

第15弾『超決戦!伝説のポケモン編』

第16弾『終わりなき激戦編』

第17弾『伝説&幻のポケモン大集合!炸裂ダブルわざ編』

第18弾『伝説&幻のポケモン大集合!変幻フォルムチェンジ編』

V01弾『黒き雷・白き炎』
トリプルレア（3種）、ダブルレア（7種）、シングルレア（38種）、スペシャル（13種）
V02弾『灼熱の羽・極寒の牙』
トリプルレア（4種）、ダブルレア（9種）、シングルレア（35種）、スペシャル（48種）
V03弾『猛き疾風・轟く迅雷』
フォースレア（3種）、トリプルレア（3種）、ダブルレア（8種）、シングルレア（34種）、スペシャル（23種）
V04弾『集いし聖なる剣（つるぎ）』
Vレア（3種）、フォースレア（3種）、トリプルレア（3種）、ダブルレア（13種）、シングルレア（26種）、スペシャル（7種）
V05弾『伝説&幻 輝ける勝利』
Vレア（2種）、フォースレア（1種）、トリプルレア（2種）、レッドスピンのホワイトパック（7種）、グリーンスピンのホワイトパック（7種）、ブルースピンのホワイトパック（8種）、レッドスピンのブラックパック（7種）、グリーンスピンのブラックパック（7種）、ブルースピンのブラックパック（7種）、かけはしパック（7種）
かけはしパックは新機種『ポケモントレッタ』でも使用が可能。
※また、V01弾～V03弾にはシークレットとして、シングルレアのパック1種類がラメ入りになったパックがある。（そのパックは元となったシングルレアとは別のパック扱いなので、同時にエントリーできる。）

V04弾のシークレットはシングルレアのラメ入りパックではなく、新たなポケモンのダブルレアが存在する。

## 連動アイテム
メモリーキー
筐体に差し込むことによりデータを保存できるメモリー。バトリオ0では使用できるものの一部機能制限される。データは最初にプレイした際にリセットされるがメダルなど各種ボーナスが付加された。
メモリーキーブースター
メモリーキーと連動した液晶ゲーム機。第8弾まで対応。
バトルメモリーキー
バトリオ0以降対応の新タイプのメモリー。

## ポケモントレッタとポケモンバトリオ
ここでは、ポケモントレッタとポケモンバトリオの違いとコインのことを説明する。

### トレッタとバトリオのシステム
ポケモントレッタは、最後に、ゲームで獲得したポケモンが、四角いプラスチック製のコインになって出たが、
ポケモンバトリオは最初に、ランダムで出てくる。
遊び方などはポケモントレッタのゲームプレイを参考にする。

### 旧型と新型
バトリオには、旧型と新型がある。
1. 旧型・・・・こうげき力、ぼうぎょ力のマークが四角のマークになっている。
2. 新型・・・・こうげき力、ぼうぎょ力のマークが丸いマークになっている。

## イベント

### 公式大会
東京ゲームショウ2007以降、各地で大小様々な公式大会が開かれている。
レギュレーションは主に、「3体の合計HPが200以下、マスターパックの使用は不可」のHPレギュレーションと、「ハイパー・スーパー・ノーマルそれぞれのパックを一枚ずつ使用」のパックカラーレギュレーションの2つである。基本的に中学生以下限定での開催だが、年齢無制限で開催されることもある。
大会の形式は予選トーナメント（各ブロック）⇒決勝トーナメントである。決勝トーナメント優勝～3位まで、通常のゲームでは入手不可のスペシャルパックと副賞が贈られる。

### イベントキャラクター
バトリオリーダー ショウ
主に公式大会のメインMCを務める他、「おはスタ」内でポケモンバトリオの新情報を紹介している。2010年4月に降板。
バトリオリーダー ダイ
ショウ同様公式大会のメインMCを務める他、「おはスタ」内でポケモンバトリオの新情報を紹介している。